# Fürst zu Stolberg-Wernigerodesche Bibliothek

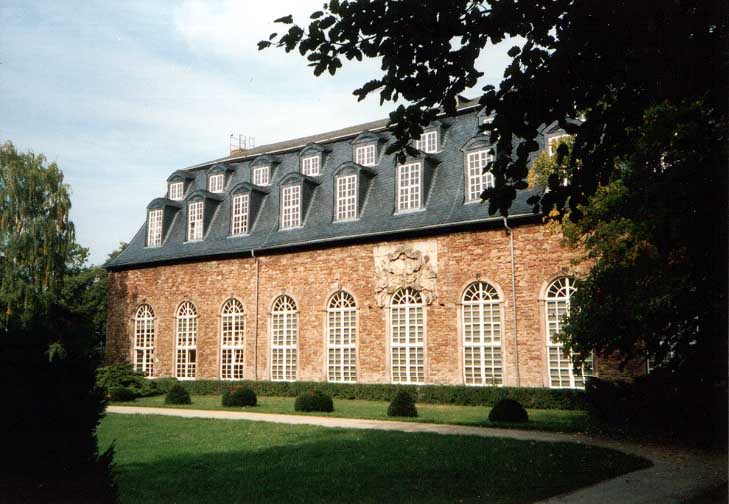
Ehemaliges Bibliotheksgebäude im Lustgarten von Wernigerode

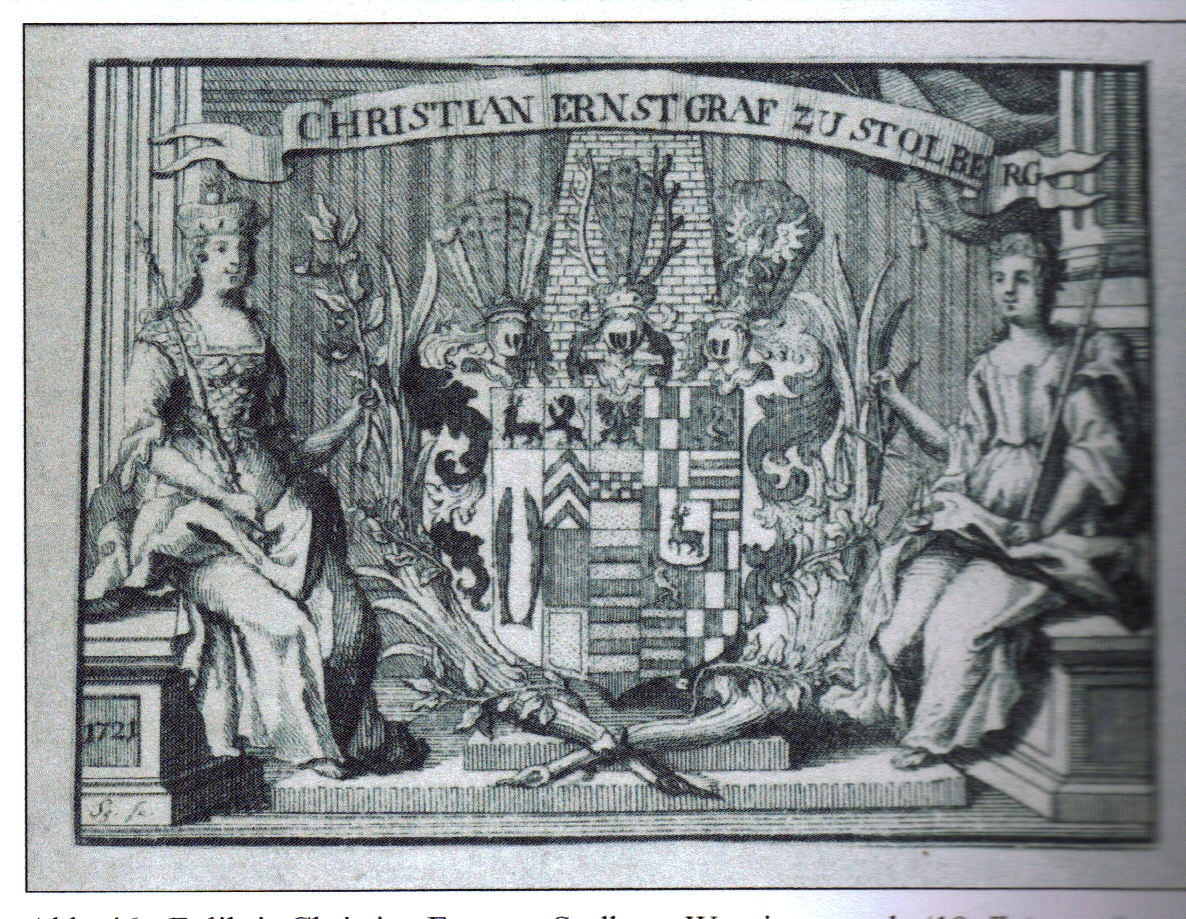
Exlibris des Grafen Christian Ernst, 1721

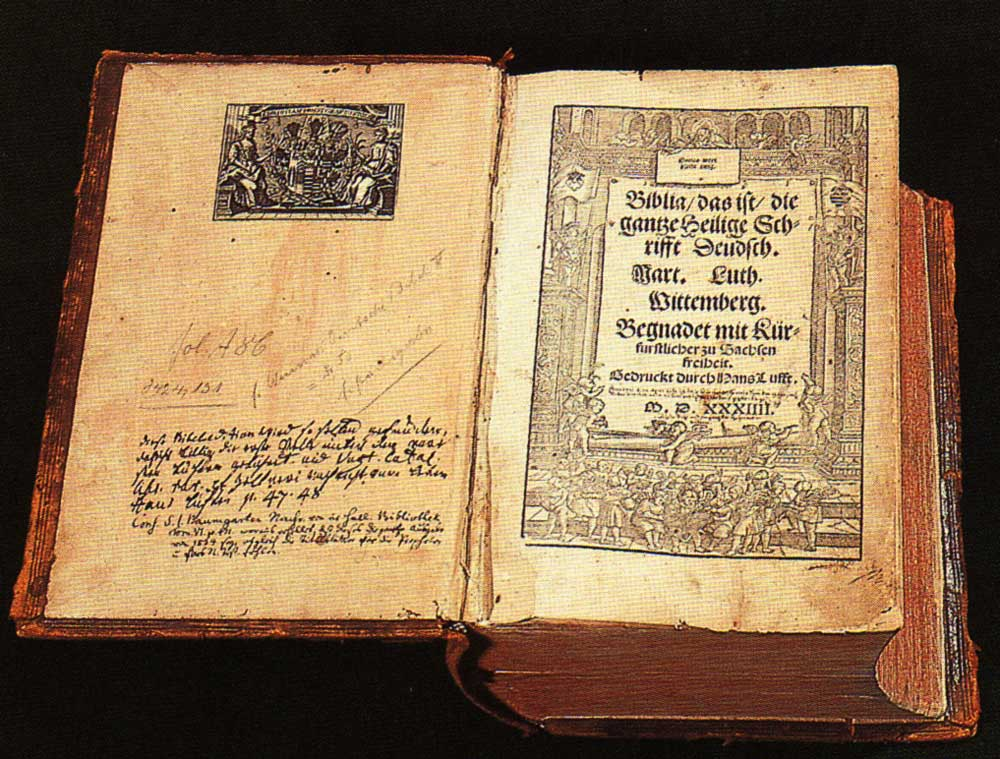
Lutherbibel aus der Stolbergischen Bibliothek

Die Fürst zu Stolberg-Wernigerodesche Bibliothek ist die Adelsbibliothek der Hauptlinie des Hauses Stolberg-Wernigerode, die seit Juli 2019, 80 Jahre nach ihrer kriegsbedingten Schließung, wieder an ihrem neuen Standort dem Hofgut Luisenlust in Hirzenhain (Hessen) öffentlich zugänglich ist.

## Geschichte
Die Bibliothek geht auf Graf Wolf Ernst zu Stolberg (1546–1606) zurück, der mit geschätzten 4.000 Bänden wohl im Besitz einer der größten Privatbibliotheken des 16. Jahrhunderts war.

## 18. und 19. Jahrhundert
Nachdem die folgenden Generationen der Bibliothek keine besondere Aufmerksamkeit gewidmet hatten, begann 1712 mit dem Regierungsantritt von Graf Christian Ernst zu Stolberg-Wernigerode (1691–1771) eine neue Blütezeit. Im Januar 1746 erklärte er die damals etwa 10.000 Bände umfassende Bibliothek per Aushang zur „Öffentlichen Bibliothek“, die zweimal wöchentlich wissenschaftlichen Interessenten offenstehen sollte. 1615 hatte bereits Graf Heinrich in seinem Testament bestimmt, dass die gräfliche Büchersammlung öffentlich zugänglich sein sollte. Beim Tode von Christian Ernst umfasste die Bibliothek bereits über 30.000 Bände. In seinem Testament hatte er sie zum unveräußerlichen Fideikommissgut bestimmt. Dieser Kulturgutschutz bestand auch nach der Aufhebung der Fideikommisse in Folge der Weimarer Reichsverfassung von 1919.
1826/27 wurde die Sammlung vom Schloss Wernigerode in die frühere Orangerie im Lustgarten verlagert, nachdem letzteres Gebäude als Bibliothekszweckbau umgestaltet worden war.
1841 wurde die Bibliothek des gräflichen Archivars Christian Heinrich Delius, die rund 13.000 Bände und 10.000 Landkarten umfasste, 1857 die Büchersammlung des bibliophilen gräflichen Bibliothekars Carl Zeisberg mit etwa 16.000 Bänden angekauft. Die heute noch gültige Aufstellungssystematik wurde von dem seit 1851 zuständigen Bibliothekar Ernst Förstemann ausgearbeitet und 1866 zusammen mit einem Handschriftenkatalog publiziert.
Ab 1866 betreute Eduard Jacobs Bibliothek und Archiv des Grafenhauses, das 1890 in den Fürstenstand erhoben wurde. 1897 zählte man rund 107.700 Bände, darunter 600 Inkunabeln und 1095 Handschriften.

### Weimarer Republik
Während der Zeit der Weimarer Republik wurden im Jahr 1926 unter der Leitung von Wilhelm Herse und anschließend Günther Deneke wegen gravierender wirtschaftlicher Schwierigkeiten aufgrund der Weltwirtschaftskrise 444 wertvolle Handschriften und Bücher an die Antiquare Rosenthal (München) und Hiersemann (Leipzig) verkauft. Die Bibliothek wurde 1929 offiziell geschlossen.
Wegen der zeitweiligen Zwangsverwaltung des fürstlichen Vermögens durch die Dresdner Bank übernahm der „Verein der ruhegehaltsberechtigten Beamten“ die Verwaltung der Bibliothek und ließ von 1930 bis 1933 31.286 Bände durch den Antiquar Martin Breslauer verkaufen. Verkäufe erfolgten hauptsächlich an die Preußische Staatsbibliothek Berlin, die Harvard-Universität, die Senckenbergische Naturforschende Gesellschaft in Frankfurt und die Firma Halle in München.

### Zeit des Nationalsozialismus
Nach der Machtergreifung durch die Nationalsozialisten 1933 beendete der Verein die Zusammenarbeit mit dem Händler jüdischer Herkunft. 1934 übernahm die fürstliche Familie wieder die Verwaltung der Bibliothek, die zu diesem Zeitpunkt 89.628 Bände zählte, und machte sie 1935 der Wissenschaft und 1937 auch der Öffentlichkeit wieder zugänglich. Mit Ausbruch des Zweiten Weltkriegs wurde die Bibliothek durch die Behörden geschlossen.

### Sowjetische Besatzung und DDR-Zeit
Nach Kriegsende wurde Wernigerode mit sämtlichen Stolberger Besitztümern im Harz zur sowjetischen Besatzungszone. Die fürstliche Familie floh nach Luisenlust bei Hirzenhain in Hessen. Das sich innerhalb der Provinz Sachsen befindliche Vermögen der Familie wurde im Zuge der Verordnung über die Bodenreform in der Provinz Sachsen enteignet und damit auch die Bibliothek.
Im April 1946 transportierte die Trophäenkommission der Roten Armee ca. 50.000 Bände der Bibliothek zunächst in das SVA-Lager Rummelsberg bei Berlin und etwas später nach Moskau. Die restlichen ca. 40.000 Bände verblieben in der Bibliothek, deren Räumlichkeiten in der Folgezeit in einen schlechten Zustand gerieten und Ende der 1940er Jahre teilweise zu verfallen begannen.
Nach einem Beschluss der Landesregierung aus dem Jahr 1946, wonach Bibliotheken und Bücher an die Landesbibliothek abzugeben waren, um später an andere öffentliche Bibliotheken und Institute verteilt zu werden, überführte man nahezu den gesamten Rest der Wernigeroder Bestände 1948/49 an die Landesbibliothek (vormals Universitätsbibliothek) in Halle. Ein Großteil der Bestände wurde nicht weiter verteilt, sondern in die Landesbibliothek integriert, wodurch allerdings die Aufstellungssystematik von Ernst Förstemann fast vollständig verlorenging.
Da die Ladekapazitäten für Transporte nicht ausreichten, blieben u. a. Werke juristischen Inhalts wie z. B. preußische Gesetzessammlungen, Ministerialblätter und Amtsblätter in der Orangerie zurück. Der weitere Verbleib dieser Werke ist unbekannt. 1949 wurde auch das gesamte Stolberger Archiv aus Wernigerode ins Historische Staatsarchiv in Oranienbaum gebracht. Der langjährige Bibliotheks- und Archiv-Verwalter Karl Reulecke erhängte sich 1950 in der Orangerie.

## Bibliothek heute
Seit der Wende und Wiedervereinigung Deutschlands setzte sich Philipp Fürst zu Stolberg–Wernigerode für den Wiederaufbau der Bibliothek ein. Im Zuge des 1994 in Kraft getretenen Entschädigungs- und Ausgleichsleistungsgesetzes (EALG) wurden große Teile der in der Universitäts- und Landesbibliothek Sachsen-Anhalt in Halle und anderen Einrichtungen der ehemaligen DDR verbliebenen Bestände an den Fürsten restituiert (Stand Juli 2019 etwa 20.000 Bände). Ergänzt wurden diese durch während der deutschen Teilung angesammelte Bände sowie durch Schenkungen und Rückgaben von Privatpersonen, Antiquariaten, Auktionshäusern und Staaten, die vormals der Sowjetunion angehörten.
Die Bestände wurden zunächst in Luisenlust in Hessen zentral gelagert, 2015 in die Deutsche Nationalbibliothek nach Frankfurt gebracht und dort katalogisiert. Die Erschließung folgte der historischen, Förstemannschen Aufstellungssystematik. Anschließend kamen die Bücher zurück nach Luisenlust, wo sie in einem zur Bibliothek umgebauten Flügel in der wiederhergestellten historischen Systematik aufgestellt wurden. Seit 2019 sind sie in Hirzenhain wieder öffentlich zugänglich.

### Bestände
Die Bibliothek hat heute ihren Schwerpunkt im Bereich Theologie und Kirchengeschichte und verfügt über einen umfassenden regional- und familiengeschichtlichen Bestand. Außerdem beinhaltet die Bibliothek überlieferte Bestände u. a. aus dem Bereich der antiken, deutschen und französischen Literatur sowie juristische, geschichtliche und geographische Werke.
Die Bibliothek enthält neben Druckwerken ab dem 15. Jahrhundert – darunter ca. 100 Inkunabeln – rund 1.200 Handschriften, mehr als 4.000 Graphiken, Karten und Pläne, eine bislang nicht erfasste Anzahl von historischen Fotos und eine aus dem 18. Jahrhundert stammende Katalog-Auslegemaschine. Die Bibliothek ist heute gemeinsam mit der „Wunderkammer“ (mit Schwerpunkt Naturalienkabinett) und der archäologischen Sammlung (vormals Sammlung Augustin) aufgestellt.
Mit etwa 50.000 Bänden befindet sich der größere Teil der historischen Stolberger Bibliothek als kriegsbedingt verbrachtes Kulturgut noch immer in Bibliotheken Russlands und den Nachfolgestaaten der GUS. Außerdem werden noch heute in der Bodenreform enteignete Bände auf dem Markt für antiquarische Bücher angeboten. Diese Verluste der Bibliothek sind auf der Internetseite der Stiftung Deutsches Zentrum Kulturgutverluste aufgeführt.
Die Bibliothek ist in einem öffentlich zugänglichen Online-Katalog (OPAC) erschlossen.